# NHL Entry Draft 2010
Der NHL Entry Draft 2010 war die 48. Talentziehung der National Hockey League und fand am 25. und 26. Juni 2010 erstmals im Staples Center im US-amerikanischen Los Angeles im Bundesstaat Kalifornien statt. Es wurden 210 Spieler in sieben Runden gezogen.
Die Mannschaften der National Hockey League konnten sich dabei die Rechte aller nordamerikanischen Spieler, geboren zwischen dem 1. Januar 1990 und dem 15. September 1992, sowie aller europäischen Spieler, geboren zwischen dem 1. Januar 1989 und dem 15. September 1992, sichern. Verfügbar waren nur Spieler, deren Rechte nicht schon aus einem Draft der Vorjahre bereits von einem NHL-Team gehalten wurden.

## Draftreihenfolge
Die Draftreihenfolge der Positionen 1 bis 14 wurden im April 2010 durch die Draft-Lotterie bestimmt. Die 14 Teams, die sich nicht für die Playoffs qualifizieren konnten, nahmen an dieser gewichteten Lotterie teil und wurden in umgekehrter Reihenfolge der Tabelle der regulären Saison gesetzt. Dabei lag das schlechteste Team der abgelaufenen regulären Saison auf dem ersten Platz und hatte eine Chance von 25 % die Lotterie zu gewinnen und das beste der 14 nicht für die Playoffs qualifizierten Teams lag auf dem 14. Platz und hatte eine Chance von 0,5 %.
Die Draftreihenfolge der 16 Playoff-Teilnehmer standen erst nach dem Stanley-Cup-Finale fest. Der Stanley-Cup-Sieger wurde auf Position 30, der Finalgegner auf Position 29 gesetzt. Auf Position 27 und 28 wurden die in den Conference Finals gescheiterten Teams einsortiert. Die restlichen Mannschaften wurden anhand ihres Tabellenstandes in der regulären Saison gesetzt. Dabei galt, dass die Mannschaft mit den wenigsten erreichten Punkten auf Position 15 steht. Die Draftreihenfolge galt für alle Runden des Entry Draft. Mannschaften konnten über Transfers Draftpicks anderer Teams erworben, aber auch eigene an andere Mannschaften abgegeben werden.
Zum vierten Mal in fünf Jahren konnte der Tabellenletzte der Vorsaison die Draftlotterie für sich entscheiden.

## Draftergebnis

### Runde 1
| #  | Spieler              | Nationalität | Pos  | NHL-Team                                                         | College-/ Junioren-/ Profi-Team                     |
| -- | -------------------- | ------------ | ---- | ---------------------------------------------------------------- | --------------------------------------------------- |
| 1  | Taylor Hall          | Kanada       | LW   | Edmonton Oilers                                                  | Windsor Spitfires (OHL)                             |
| 2  | Tyler Seguin         | Kanada       | C    | Boston Bruins (von Toronto Maple Leafs)                          | Plymouth Whalers (OHL)                              |
| 3  | Erik Gudbranson      | Kanada       | D    | Florida Panthers                                                 | Kingston Frontenacs (OHL)                           |
| 4  | Ryan Johansen        | Kanada       | C    | Columbus Blue Jackets                                            | Portland Winterhawks (WHL)                          |
| 5  | Nino Niederreiter    | Schweiz      | LW   | New York Islanders                                               | Portland Winterhawks (WHL)                          |
| 6  | Brett Connolly       | Kanada       | RW   | Tampa Bay Lightning                                              | Prince George Cougars (WHL)                         |
| 7  | Jeff Skinner         | Kanada       | RW   | Carolina Hurricanes                                              | Kitchener Rangers (OHL)                             |
| 8  | Alexander Burmistrow | Russland     | C    | Atlanta Thrashers                                                | Barrie Colts (OHL)                                  |
| 9  | Mikael Granlund      | Finnland     | C    | Minnesota Wild                                                   | HIFK Helsinki (SM-liiga)                            |
| 10 | Dylan McIlrath       | Kanada       | D    | New York Rangers                                                 | Moose Jaw Warriors (WHL)                            |
| 11 | Jack Campbell        | USA          | G    | Dallas Stars                                                     | USA Hockey National Team Development Program (USHL) |
| 12 | Cam Fowler           | USA          | D    | Anaheim Ducks                                                    | Windsor Spitfires (OHL)                             |
| 13 | Brandon Gormley      | Kanada       | D    | Phoenix Coyotes (von Calgary Flames)                             | Moncton Wildcats (QMJHL)                            |
| 14 | Jaden Schwartz       | Kanada       | C    | St. Louis Blues                                                  | Tri-City Storm (USHL)                               |
| 15 | Derek Forbort        | USA          | D    | Los Angeles Kings (von Boston Bruins)                            | USA Hockey National Team Development Program (USHL) |
| 16 | Wladimir Tarassenko  | Russland     | RW   | St. Louis Blues (von Ottawa Senators)                            | HK Sibir Nowosibirsk (KHL)                          |
| 17 | Joey Hishon          | Kanada       | C    | Colorado Avalanche                                               | Owen Sound Attack (OHL)                             |
| 18 | Austin Watson        | USA          | LW   | Nashville Predators                                              | Peterborough Petes (OHL)                            |
| 19 | Nick Bjugstad        | USA          | C    | Florida Panthers (von Los Angeles Kings)                         | Blaine High School (US High School)                 |
| 20 | Beau Bennett         | USA          | RW   | Pittsburgh Penguins                                              | Penticton Vees (BCHL)                               |
| 21 | Riley Sheahan        | Kanada       | C    | Detroit Red Wings                                                | University of Notre Dame (CCHA)                     |
| 22 | Jarred Tinordi       | USA          | D    | Montréal Canadiens (von Phoenix Coyotes)                         | USA Hockey National Team Development Program (USHL) |
| 23 | Mark Pysyk           | Kanada       | D    | Buffalo Sabres                                                   | Edmonton Oil Kings (WHL)                            |
| 24 | Kevin Hayes          | USA          | RW   | Chicago Blackhawks (von New Jersey Devils via Atlanta Thrashers) | Noble and Greenough School (US High School)         |
| 25 | Quinton Howden       | Kanada       | C    | Florida Panthers (von Vancouver Canucks)                         | Moose Jaw Warriors (WHL)                            |
| 26 | Jewgeni Kusnezow     | Russland     | C    | Washington Capitals                                              | HK Traktor Tscheljabinsk (KHL)                      |
| 27 | Mark Visentin        | USA          | G    | Phoenix Coyotes (von Montréal Canadiens)                         | Niagara IceDogs (OHL)                               |
| 28 | Charlie Coyle        | USA          | C/RW | San Jose Sharks                                                  | South Shore Kings (EJHL)                            |
| 29 | Emerson Etem         | USA          | RW   | Anaheim Ducks (von Philadelphia Flyers)                          | Medicine Hat Tigers (WHL)                           |
| 30 | Brock Nelson         | USA          | C    | New York Islanders (von Chicago Blackhawks)                      | Warroad High School (US High School)                |

### Runde 2
| #  | Spieler             | Nationalität | Pos | NHL-Team                                                                              | College-/ Junioren-/ Profi-Team                     |
| -- | ------------------- | ------------ | --- | ------------------------------------------------------------------------------------- | --------------------------------------------------- |
| 31 | Tyler Pitlick       | USA          | C   | Edmonton Oilers                                                                       | Minnesota State University (WCHA)                   |
| 32 | Jared Knight        | USA          | C   | Boston Bruins (von Toronto Maple Leafs via Montréal Canadiens und Chicago Blackhawks) | London Knights (OHL)                                |
| 33 | John McFarland      | Kanada       | C   | Florida Panthers                                                                      | Sudbury Wolves (OHL)                                |
| 34 | Dalton Smith        | Kanada       | LW  | Columbus Blue Jackets                                                                 | Ottawa 67’s (OHL)                                   |
| 35 | Ludvig Rensfeldt    | Schweden     | C   | Chicago Blackhawks (von New York Islanders)                                           | Brynäs IF (J20 SuperElit)                           |
| 36 | Alex Petrovic       | Kanada       | D   | Florida Panthers (von Tampa Bay Lightning via Boston Bruins)                          | Red Deer Rebels (WHL)                               |
| 37 | Justin Faulk        | USA          | D   | Carolina Hurricanes                                                                   | USA Hockey National Team Development Program (USHL) |
| 38 | Jon Merrill         | USA          | D   | New Jersey Devils (von Atlanta Thrashers)                                             | USA Hockey National Team Development Program (USHL) |
| 39 | Brett Bulmer        | Kanada       | RW  | Minnesota Wild                                                                        | Kelowna Rockets (WHL)                               |
| 40 | Christian Thomas    | Kanada       | RW  | New York Rangers                                                                      | Oshawa Generals (OHL)                               |
| 41 | Patrik Nemeth       | Schweden     | D   | Dallas Stars                                                                          | AIK Solna (J20 SuperElit)                           |
| 42 | Devante Smith-Pelly | Kanada       | RW  | Anaheim Ducks                                                                         | Mississauga St. Michael’s Majors (OHL)              |
| 43 | Brad Ross           | Kanada       | LW  | Toronto Maple Leafs (Calgary Flames via Chicago Blackhawks)                           | Portland Winterhawks (WHL)                          |
| 44 | Sebastian Wännström | Schweden     | C   | St. Louis Blues                                                                       | Brynäs IF (J20 SuperElit)                           |
| 45 | Ryan Spooner        | Kanada       | C   | Boston Bruins                                                                         | Peterborough Petes (OHL)                            |
| 46 | Martin Marinčin     | Slowakei     | D   | Edmonton Oilers (von Ottawa Senators via Carolina Hurricanes)                         | HC Košice (Slovnaft Extraliga)                      |
| 47 | Tyler Toffoli       | Kanada       | RW  | Los Angeles Kings (von Colorado Avalanche)                                            | Ottawa 67’s (OHL)                                   |
| 48 | Curtis Hamilton     | Kanada       | LW  | Edmonton Oilers (von Nashville Predators)                                             | Saskatoon Blades (WHL)                              |
| 49 | Calvin Pickard      | Kanada       | G   | Colorado Avalanche (von Los Angeles Kings)                                            | Seattle Thunderbirds (WHL)                          |
| 50 | Connor Brickley     | USA          | C   | Florida Panthers (von Pittsburgh Penguins)                                            | Des Moines Buccaneers (USHL)                        |
| 51 | Calle Järnkrok      | Schweden     | C   | Detroit Red Wings                                                                     | Brynäs IF (Elitserien)                              |
| 52 | Philip Lane         | USA          | RW  | Phoenix Coyotes                                                                       | Brampton Battalion (OHL)                            |
| 53 | Mark Alt            | USA          | D   | Carolina Hurricanes (von Buffalo Sabres via San Jose Sharks)                          | Cretin-Derham Hall (US High School)                 |
| 54 | Justin Holl         | USA          | D   | Chicago Blackhawks (von New Jersey Devils via Atlanta Thrashers)                      | Omaha Lancers (USHL)                                |
| 55 | Petr Straka         | Tschechien   | RW  | Columbus Blue Jackets (von Vancouver Canucks via Buffalo Sabres)                      | Rimouski Océanic (QMJHL)                            |
| 56 | Johan Larsson       | Schweden     | C   | Minnesota Wild (von Washington Capitals)                                              | Brynäs IF (J20 SuperElit)                           |
| 57 | Oscar Lindberg      | Schweden     | C   | Phoenix Coyotes (von Montréal Canadiens)                                              | Skellefteå AIK (Elitserien)                         |
| 58 | Kent Simpson        | Kanada       | G   | Chicago Blackhawks (von San Jose Sharks via New York Islanders)                       | Everett Silvertips (WHL)                            |
| 59 | Jason Zucker        | USA          | RW  | Minnesota Wild (von Philadelphia Flyers via Los Angeles Kings und Florida Panthers)   | USA Hockey National Team Development Program (USHL) |
| 60 | Stephen Johns       | USA          | D   | Chicago Blackhawks                                                                    | USA Hockey National Team Development Program (USHL) |

### Runde 3
| #  | Spieler               | Nationalität       | Pos  | NHL-Team                                                         | College-/ Junioren-/ Profi-Team                     |
| -- | --------------------- | ------------------ | ---- | ---------------------------------------------------------------- | --------------------------------------------------- |
| 61 | Ryan Martindale       | Kanada             | C    | Edmonton Oilers                                                  | Ottawa 67’s (OHL)                                   |
| 62 | Greg McKegg           | Kanada             | C    | Toronto Maple Leafs                                              | Erie Otters (OHL)                                   |
| 63 | Brock Beukeboom       | Vereinigte Staaten | D    | Tampa Bay Lightning (von Florida Panthers via Los Angeles Kings) | Sault Ste. Marie Greyhounds (OHL)                   |
| 64 | Max Reinhart          | Kanada             | C    | Calgary Flames                                                   | Kootenay Ice (WHL)                                  |
| 65 | Kirill Kabanow        | Russland           | LW   | New York Islanders                                               | Moncton Wildcats (QMJHL)                            |
| 66 | Radko Gudas           | Tschechien         | D    | Tampa Bay Lightning                                              | Everett Silvertips (WHL)                            |
| 67 | Danny Biega           | Kanada             | D    | Carolina Hurricanes                                              | Harvard University (ECAC)                           |
| 68 | Jérôme Gauthier-Leduc | Kanada             | D    | Buffalo Sabres (von Atlanta Thrashers)                           | Rouyn-Noranda Huskies (QMJHL)                       |
| 69 | Joe Basaraba          | Kanada             | RW   | Florida Panthers (von Minnesota Wild)                            | Shattuck-Saint Mary’s (US High School)              |
| 70 | Jordan Weal           | Kanada             | C    | Los Angeles Kings                                                | Regina Pats (WHL)                                   |
| 71 | Michaël Bournival     | Kanada             | LW   | Colorado Avalanche                                               | Shawinigan Cataractes (QMJHL)                       |
| 72 | Adam Jánošík          | Slowakei           | D    | Tampa Bay Lightning (von Anaheim Ducks)                          | Gatineau Olympiques (QMJHL)                         |
| 73 | Joey Leach            | Kanada             | D    | Calgary Flames                                                   | Kootenay Ice (WHL)                                  |
| 74 | Max Gardiner          | Vereinigte Staaten | C    | St. Louis Blues                                                  | Minnetonka High School (US High School)             |
| 75 | Kevin Sundher         | Kanada             | C    | Buffalo Sabres (von Boston Bruins)                               | Chilliwack Bruins (WHL)                             |
| 76 | Jakub Culek           | Tschechien         | LW   | Ottawa Senators                                                  | Rimouski Oceanic (QMJHL)                            |
| 77 | Alexander Guptill     | Kanada             | LW   | Dallas Stars (von Colorado Avalanche)                            | Orangeville Crushers (CCHL)                         |
| 78 | Taylor Aronson        | Vereinigte Staaten | D    | Nashville Predators                                              | Portland Winterhawks (WHL)                          |
| 79 | Sondre Olden          | Norwegen           | LW   | Toronto Maple Leafs                                              | MODO Hockey (Elitserien)                            |
| 80 | Bryan Rust            | Vereinigte Staaten | RW   | Pittsburgh Penguins                                              | USA Hockey National Team Development Program (USHL) |
| 81 | Louis-Marc Aubry      | Kanada             | C    | Detroit Red Wngs                                                 | Montreal Junior Hockey Club (QMJHL)                 |
| 82 | Jason Clark           | Vereinigte Staaten | C/LW | New York Islanders (von Phoenix Coyotes)                         | Shattuck-Saint Mary’s (US High School)              |
| 83 | Matt MacKenzie        | Kanada             | D    | Buffalo Sabres                                                   | Calgary Hitmen (WHL)                                |
| 84 | Scott Wedgewood       | Kanada             | G    | New Jersey Devils                                                | Plymouth Whalers (OHL)                              |
| 85 | Austin Levi           | Vereinigte Staaten | D    | Carolina Hurricanes (von Vancouver Canucks)                      | Plymouth Whalers (OHL)                              |
| 86 | Stanislaw Galijew     | Russland           | F    | Washington Capitals                                              | Saint John Sea Dogs (QMJHL)                         |
| 87 | Julian Melchiori      | Kanada             | D    | Atlanta Thrashers                                                | Newmarket Hurricanes (OJHL)                         |
| 88 | Max Gaede             | Vereinigte Staaten | RW   | San Jose Sharks                                                  | Woodbury High School (US High School)               |
| 89 | Michael Chaput        | Kanada             | C    | Philadelphia Flyers                                              | Lewiston MAINEiacs (QMJHL)                          |
| 90 | Joakim Nordström      | Schweden           | C    | Chicago Blackhawks                                               | AIK Ishockey (HockeyAllsvenskan)                    |

### Runde 4
| #   | Spieler          | Nationalität | Pos | NHL-Team                                                  | College-/ Junioren-/ Profi-Team    |
| --- | ---------------- | ------------ | --- | --------------------------------------------------------- | ---------------------------------- |
| 91  | Jérémie Blain    | Kanada       | D   | Edmonton Oilers                                           | Titan d’Acadie-Bathurst (QMJHL)    |
| 97  | Craig Cunningham | Kanada       | LW  | Boston Bruins                                             | Vancouver Giants (WHL)             |
| 99  | Joonas Donskoi   | Finnland     | RW  | Florida Panthers (von Minnesota Wild)                     | Kärpät Oulu (SM-liiga)             |
| 101 | Iwan Telegin     | Russland     | C   | Atlanta Thrashers                                         | Saginaw Spirit (OHL)               |
| 104 | Jani Hakanpää    | Finnland     | D   | St. Louis Blues                                           | Kiekko-Vantaa (U18 SM-sarja)       |
| 105 | Justin Shugg     | Kanada       | LW  | Carolina Hurricanes (von Boston Bruins via Anaheim Ducks) | Windsor Spitfires (OHL)            |
| 106 | Marcus Sörensen  | Schweden     | LW  | Ottawa Senators                                           | Södertälje SK (J20 SuperElit)      |
| 107 | Sami Aittokallio | Finnland     | GK  | Colorado Avalanche                                        | Tampereen Ilves (SM-liiga)         |
| 110 | Tom Kühnhackl    | Deutschland  | RW  | Pittsburgh Penguins                                       | Landshut Cannibals (2. Bundesliga) |
| 111 | Teemu Pulkkinen  | Finnland     | LW  | Detroit Red Wings                                         | Jokerit Helsinki (SM-liiga)        |
| 112 | Philipp Grubauer | Deutschland  | G   | Washington Capitals (von Phoenix Coyotes)                 | Windsor Spitfires (OHL)            |
| 116 | Petter Granberg  | Schweden     | D   | Toronto Maple Leafs (von Washington Capitals)             | Skellefteå AIK (Elitserien)        |
| 119 | Tye McGinn       | Kanada       | LW  | Philadelphia Flyers                                       | Gatineau Olympiques (QMJHL)        |

### Runde 5
| #   | Spieler           | Nationalität       | Pos | NHL-Team                                      | College-/ Junioren-/ Profi-Team |
| --- | ----------------- | ------------------ | --- | --------------------------------------------- | ------------------------------- |
| 121 | Tyler Bunz        | Kanada             | G   | Edmonton Oilers                               | Medicine Hat Tigers (WHL)       |
| 122 | Chris Wagner      | Vereinigte Staaten | C   | Anaheim Ducks (von Toronto Maple Leafs)       | South Shore Kings (EJHL)        |
| 123 | Zach Hyman        | Kanada             | C   | Florida Panthers                              | Hamilton Red Wings (CCHL)       |
| 126 | Patrick Cehlin    | Schweden           | RW  | Nashville Predators (von Tampa Bay Lightning) | Djurgårdens IF (Elitserien)     |
| 129 | Freddie Hamilton  | Kanada             | C   | San Jose Sharks (von Minnesota Wild)          | Niagara IceDogs (OHL)           |
| 131 | John Klingberg    | Schweden           | D   | Dallas Stars                                  | Frölunda HC (J20 SuperElit)     |
| 132 | Tim Heed          | Schweden           | D   | Anaheim Ducks                                 | Södertälje SK (Elitserien)      |
| 133 | Micheal Ferland   | Kanada             | LW  | Calgary Flames                                | Brandon Wheat Kings (OHL)       |
| 138 | Louis Domingue    | Kanada             | G   | Phoenix Coyotes                               | Remparts de Québec (QMJHL)      |
| 140 | Kenny Agostino    | Vereinigte Staaten | LW  | Pittsburgh Penguins                           | Delbarton School (High School)  |
| 141 | Petr Mrázek       | Tschechien         | G   | Detroit Red Wings                             | Ottawa 67’s (OHL)               |
| 144 | Sam Carrick       | Kanada             | C   | Toronto Maple Leafs (von New Jersey Devils)   | Brampton Battalion (OHL)        |
| 146 | Daniel Brodin     | Schweden           | RW  | Toronto Maple Leafs (von Washington Capitals) | Djurgårdens IF (Elitserien)     |
| 147 | Brendan Gallagher | Kanada             | RW  | Montréal Canadiens                            | Vancouver Giants (WHL)          |
| 148 | Kevin Gravel      | Vereinigte Staaten | D   | Los Angeles Kings (von San Jose Sharks)       | Sioux City Musketeers (USHL)    |

### Runde 6
| #   | Spieler             | Nationalität       | Pos | NHL-Team                                  | College-/ Junioren-/ Profi-Team |
| --- | ------------------- | ------------------ | --- | ----------------------------------------- | ------------------------------- |
| 151 | Mirko Höfflin       | Deutschland        | C   | Chicago Blackhawks (von Edmonton Oilers)  | Jungadler Mannheim (DNL)        |
| 154 | Dalton Prout        | Kanada             | D   | Columbus Blue Jackets                     | Barrie Colts (OHL)              |
| 157 | Jesper Fast         | Schweden           | RW  | New York Rangers                          | HV71 (J20 SuperElit)            |
| 158 | Maxim Kizyn         | Russland           | LW  | Los Angeles Kings (von Atlanta Thrashers) | Metallurg Nowokusnezk (KHL)     |
| 159 | Johan Gustafsson    | Schweden           | G   | Minnesota Wild                            | Färjestad BK (Elitserien)       |
| 162 | Brandon Davidson    | Kanada             | D   | Edmonton Oilers (von Anaheim Ducks)       | Regina Pats (WHL)               |
| 163 | Konrad Abeltshauser | Deutschland        | D   | San Jose Sharks (von Calgary Flames)      | Halifax Mooseheads (QMJHL)      |
| 165 | Zane Gothberg       | Vereinigte Staaten | G   | Boston Bruins                             | Great Plains (US High School)   |
| 168 | Anthony Bitetto     | Vereinigte Staaten | D   | Nashville Predators                       | Indiana Ice (USHL)              |
| 169 | Sebastian Owuya     | Schweden           | D   | Atlanta Thrashers(von Los Angeles Kings)  | Timrå IK (Elitserien)           |
| 171 | Brooks Macek        | Kanada             | C   | Detroit Red Wings                         | Tri-City Americans (WHL)        |
| 172 | Alex Friesen        | Kanada             | C   | Vancouver Canucks (von Phoenix Coyotes)   | Niagara IceDogs (OHL)           |
| 178 | Mark Stone          | Kanada             | RW  | Ottawa Senators                           | Brandon Wheat Kings (WHL)       |

### Runde 7
| #   | Spieler           | Nationalität                   | Pos | NHL-Team                                  | College-/ Junioren-/ Profi-Team            |
| --- | ----------------- | ------------------------------ | --- | ----------------------------------------- | ------------------------------------------ |
| 181 | Kristiāns Pelšs   | Lettland                       | LW  | Edmonton Oilers                           | Dinamo-Juniors Riga (Extraliga)            |
| 182 | Josh Nicholls     | Kanada                         | RW  | Toronto Maple Leafs                       | Saskatoon Blades (WHL)                     |
| 187 | Frederik Andersen | Dänemark                       | G   | Carolina Hurricanes                       | Frederikshavn White Hawks (AL-Bank Ligaen) |
| 192 | Brett Perlini     | Kanada/ Vereinigtes Königreich | RW  | Anaheim Ducks                             | Michigan Spartans (NCAA)                   |
| 194 | David Elsner      | Deutschland                    | F   | Nashville Predators (von St. Louis Blues) | Landshut Cannibals (2. Bundesliga)         |
| 195 | Maxim Tschudinow  | Russland                       | D   | Boston Bruins                             | Sewerstal Tscherepowez (KHL)               |
| 198 | Joonas Rask       | Finnland                       | C   | Nashville Predators                       | Ilves Tampere (SM-liiga)                   |
| 204 | Mauro Jörg        | Schweiz                        | RW  | New Jersey Devils                         | HC Lugano (NLA)                            |
| 210 | Zach Trotman      | Vereinigte Staaten             | D   | Boston Bruins                             | Lake Superior State University (CCHA)      |

## Rankings
Die Ranglisten des NHL Central Scouting Service mit den hoffnungsvollsten Talenten für den NHL Entry Draft 2010.
| Rang | Feldspieler Nordamerika         | Feldspieler Europa                   |
| ---- | ------------------------------- | ------------------------------------ |
| 1    | Tyler Seguin (Center)           | Mikael Granlund (Center, Flügel)     |
| 2    | Taylor Hall (Linker Flügel)     | Wladimir Tarassenko (Rechter Flügel) |
| 3    | Brett Connolly (Rechter Flügel) | Jewgeni Kusnezow (Center)            |
| 4    | Erik Gudbranson (Verteidiger)   | Calle Järnkrok (Center)              |
| 5    | Cam Fowler (Verteidiger)        | Ludvig Rensfeldt (Linker Flügel)     |
| 6    | Brandon Gormley (Verteidiger)   | Maxim Kizyn (Linker Flügel)          |
| 7    | Mark Pysyk (Verteidiger)        | Oscar Lindberg (Center)              |
| 8    | Emerson Etem (Rechter Flügel)   | Tom Kühnhackl (Rechter Flügel)       |
| 9    | Derek Forbort (Verteidiger)     | Adam Pettersson (Center)             |
| 10   | Ryan Johansen (Center)          | Martin Marinčin (Verteidiger)        |

| Rang | Torhüter Nordamerika | Torhüter Europa            |
| ---- | -------------------- | -------------------------- |
| 1    | Calvin Pickard       | Sami Aittokallio           |
| 2    | Jack Campbell        | Fredrik Pettersson-Wentzel |
| 3    | Kent Simpson         | Benjamin Conz              |